# Megophrys huangshanensis
Megophrys huangshanensis es una especie de anfibio anuro de la familia Megophryidae.

## Distribución geográfica
Esta especie es endémica de la provincia de Anhui en la República Popular de China. Habita entre los 500 y 1600 m de altitud en las montañas Huang.

## Etimología
Su nombre de especie, que consiste en huangshan y el sufijo latín -ensis, significa "que vive, que habita", y le fue dado en referencia al lugar de su descubrimiento, las Montañas Huang (Huangshan en transcripción literal, donde Shān significa "montaña").

## Publicación original
- Ye & Fei, 2005 : Two new species of Megophryidae from China in Fei, Ye, Jiang, Xie & Huang, 2005 : An Illustrated Key to Chinese Amphibians. Sichuan Publishing House of Science and Technology, Chongqing, p. 253-255.[4]